# Orden der Freiheit (Ukraine)
Der ukrainische Orden der Freiheit (ukrainisch орден Свободи) ist ein am 20. Mai 2008 durch Erlass des Präsidenten der Ukraine Wiktor Juschtschenko genehmigter Verdienstorden der Ukraine.
Der Orden wird seitdem an Menschen, die sich besondere Verdienste bei der Durchsetzung der Souveränität und Unabhängigkeit der Ukraine, der Konsolidierung der ukrainischen Gesellschaft, Demokratie, sozio-ökonomischen und politischen Reformen, der Verteidigung der verfassungsmäßigen Rechte und Freiheiten der Menschen und Bürger erworben haben, verliehen.
Der Orden wurde seither 69 Mal verliehen.

## Träger des Ordens

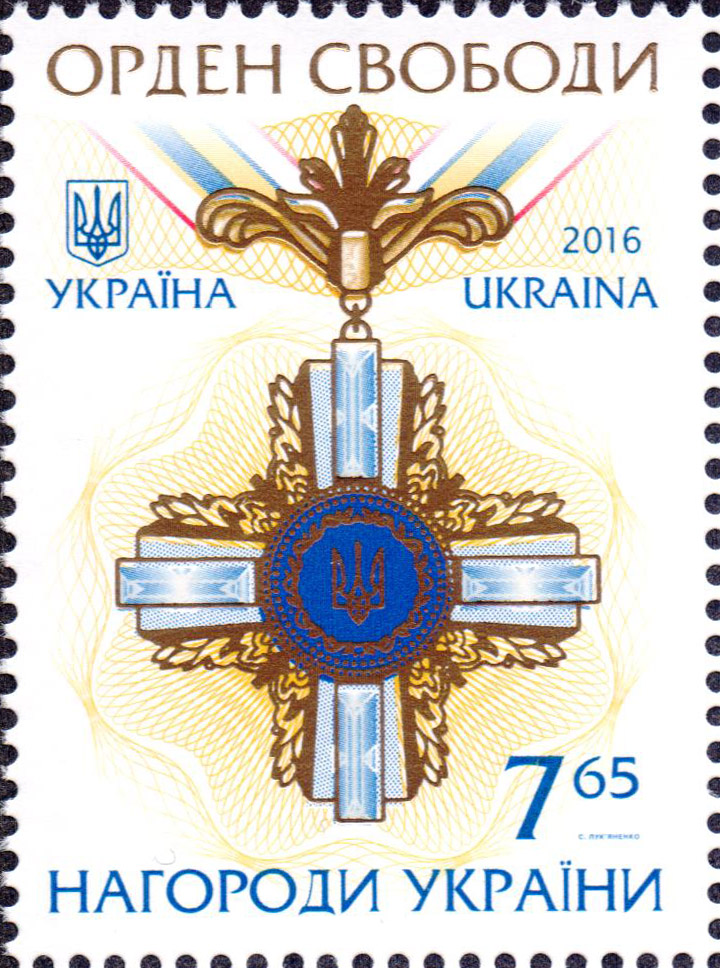
Orden der Freiheit auf einer ukrainischen Briefmarke von 2016

### 2008
- Carl XVI. Gustaf
- Jewhen Sacharow
- Stepan Chmara[2]
- Jewhen Swerstjuk[3]
- Myroslaw Marynowytsch[4]

### 2009
- Mychajlo Horyn
- Iwan Dsjuba
- Borys Olijnyk
- Filaret Denyssenko[5]
- Petro Franko
- Valdas Adamkus[6]
- Ihor Kalynez
- Oles Schewtschenko
- Iwan Hel
- Mykola Horbal
- Atena-Swjatomyra Paschko
- Mykola Plachotnjuk
- Wassyl Tscherwonij
- Luiz Inácio Lula da Silva[7]

### 2010
- Roman Kruzyk
- Jewhen Pronjuk
- Iwan Sokulskyj
- Nursultan Nasarbajew
- Wolodymyr (Metropolit)

### 2011
- Valdis Zatlers

### 2012
- Borys Paton

### 2013
- Leonid Huberskyj
- Bartholomeos I.
- İlham Əliyev

### 2014
- Leonid Krawtschuk
- Anders Fogh Rasmussen[8]

### 2015
- Dmytro Pawlytschko
- Boris Jefimowitsch Nemzow
- Myroslaw Symtschytsch
- José Manuel Barroso
- George Soros
- Omeljan Kowal

### 2016

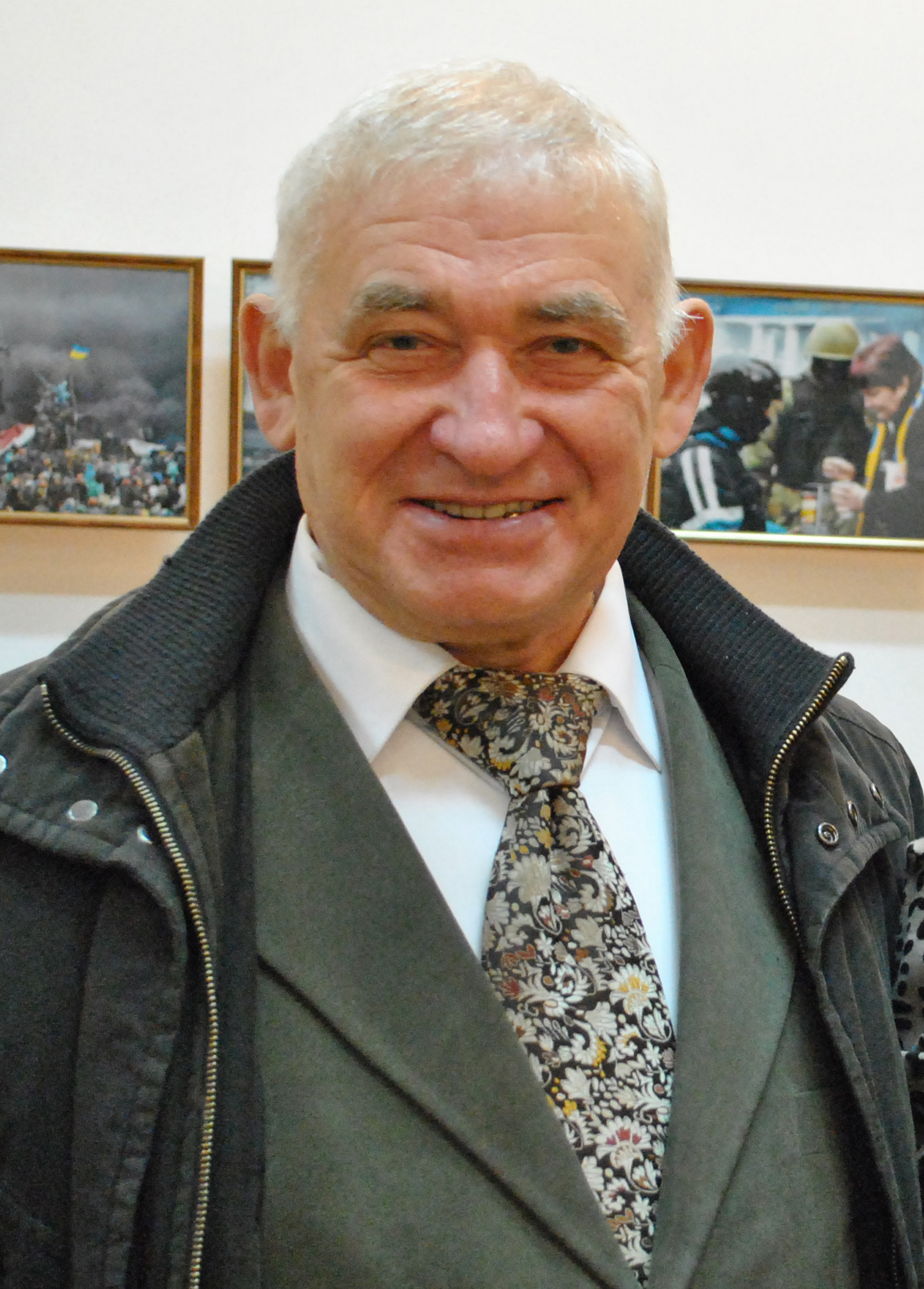
Wolodymyr Kolinez

- Swjatoslaw Wakartschuk
- Iwan Martschuk
- Jurij Schtscherbak
- Ihor Aleksandrow
- Wiktor Kuksa
- Wsewolod Stebljuk
- Stephen Harper[9]
- Richard Lugar[9]
- John McCain[9]
- Bohdan Hawrylyshyn[10]
- Borut Pahor[11]
- Lewko Lukjanenko[12]
- Ihor Juchnowskyj[12]

### 2017
- Wolodymyr Kolinez[13]
- Refat Tschubarow[13]
- Joe Biden[14]
- Joachim Gauck[14]
- François Hollande[14]
- Wladimir Klitschko[15]
- Vytautas Landsbergis[16]

### 2018
- Jewhen Bystryzkyj[17]
- Myroslaw Popowytsch[18]
- Mustafa Dschemiljew[19]
- Serhij Komissarenko[19]
- Kyrylo Osmak[20]
- Dalia Grybauskaitė[21]
- Pawlo Mowtschan[22]

### 2019
- Rostyslaw Pawlenko[23]
- Taras Petrynenko[23]
- Stepan Klotschurak[24]

### 2021
- Angela Merkel[25]

### 2022
- Boris Johnson[26]